# Eupodium laeve
Eupodium laeve là một loài dương xỉ trong họ Marattiaceae. Loài này được Sm. Murdock mô tả khoa học đầu tiên năm 2008.